# Лёвушкина, Ксения Павловна
Ксения Павловна Лёвушкина (1919—1973) — стерженщица Московского станкостроительного завода «Станколит», Герой Социалистического Труда (1960).

## Биография

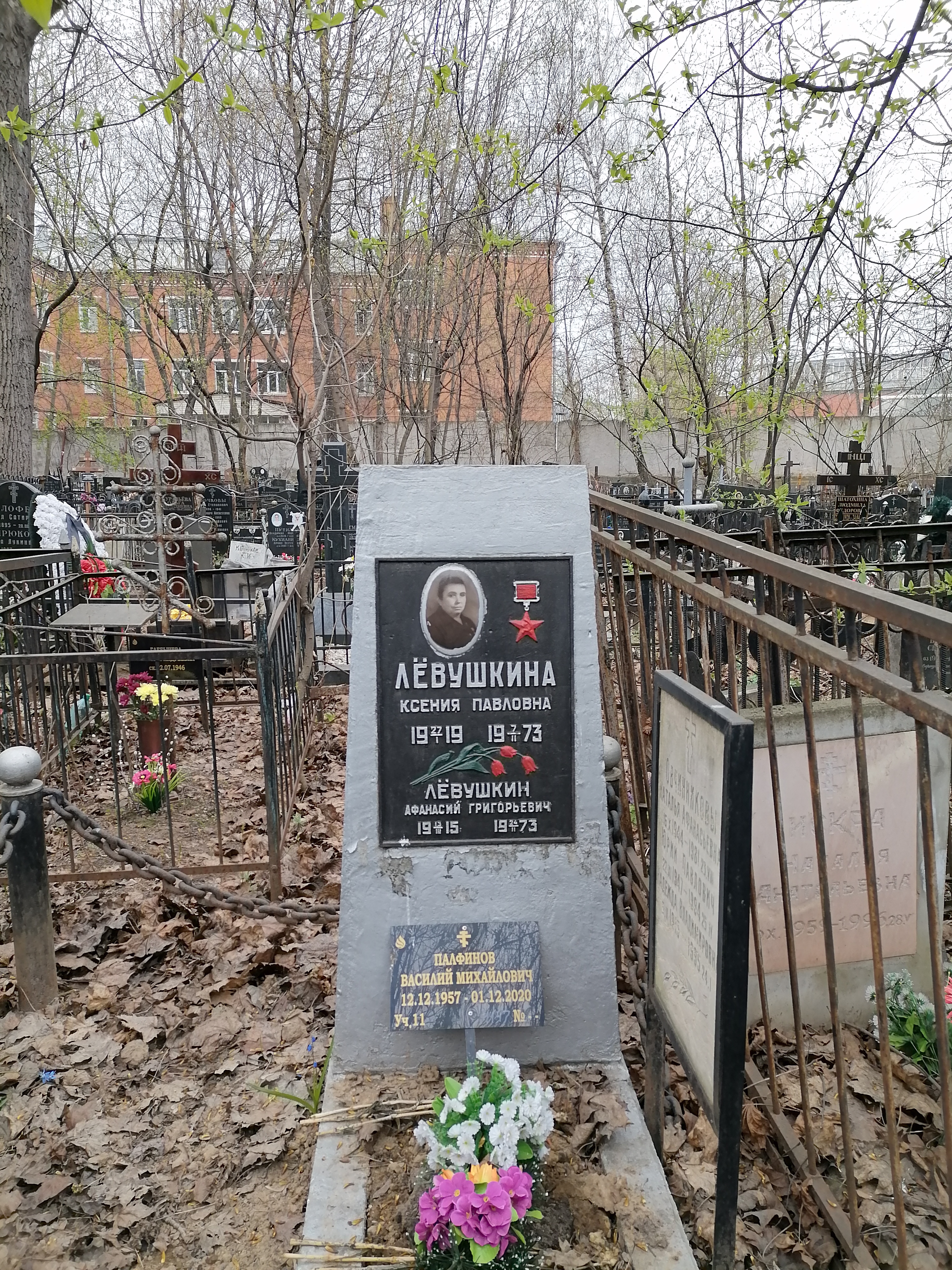
Могила на Пятницком кладбище

Ксения Павловна Лёвушкина родилась 27 января 1919 года в селе Никольское Суджанского района Курской области в крестьянской семье. Окончила семь классов школы и школу рабочей молодёжи. В 1934 году поступила в школу фабрично заводского ученичества, после окончания которой с 1936 года работала в литейном цеху Московского станкостроительного завода «Станколит» в качестве стерженщицы. В годы Великой Отечественной войны занималась изготовлением снарядов, а также обучала молодых работниц.
Ксения Лёвушкина вошла в число передовиков завода, установила несколько заводских рекордов. Бригада Лёвушкиной неоднократно отмечалась как на уровне завода, так и на уровне всей промышленной отрасли, она первой из станколитовских бригад стала «Бригадой коммунистического труда». В течение долгих лет руководя бригадой, Лёвушкина неизменно добивалась перевыполнения годовых и пятилетних производственных планов. Кроме того, она долгое время вела шефство над учащимися профтехучилища № 16, руководила прохождением их практики на «Станколите», передавая им свои знания и навыки. Когда она стала мастером стержневого участка цеха, под её началом было около тридцати работниц.
Указом Президиума Верховного Совета СССР от 7 марта 1960 года «в ознаменование 50-летия Международного женского дня, за выдающиеся достижения в труде и особо плодотворную общественную деятельность» Ксения Павловна Лёвушкина была удостоена высокого звания Героя Социалистического Труда с вручением ордена Ленина и медали «Серп и Молот».
В 1964 году Лёвушкина перешла на работу в отдел технического контроля завода «Станколит», занимала должность контролёра.
Член КПСС с 1939 года. Избиралась делегатом XXII и XXIII съездов КПСС. Была членом МГК КПСС, депутатом райсовета и Моссовета.
На заводе «Станколит» работала вся семья Ксении Лёвушкиной. С самого начала строительства завода здесь работал модельщиком её отец. Заводе «Станколит» работал электромонтёром её муж, а также сёстры: одна — крановщицей, другая — маляром. Ксения Лёвушкина привела работать на завод и свою племянницу — дочь погибшего на фронте брата.
Скончалась 7 февраля 1973 года, похоронена на Пятницком кладбище Москвы (11 уч.).
Была также награждена орденом «Знак почёта» и рядом медалей.